# 재탈북자
재탈북자(再脫北者)는 탈북에 성공한 북한이탈주민이 북한에 다시 돌아간 후 다시 북한을 탈출한 경우를 말한다.  